# Juan Teófilo Ibarra
Juan Teófilo Ibarra (Arequipa, 17 de julio de 1851 - Perú, siglo XX) fue un político peruano. 
En 1913 fue designado Prefecto de Tacna en la época en que el departamento había sido reorganizado y establecido con capital en Locumba mientras la provincia de Tacna se encontraba bajo la administración chilena. En 1929 fue elegido diputado por la provincia de Chumbivilcas en el último año del Oncenio de Leguía.